# أوغوزخان أوزيعقوب
أوغوزخان أوزيعقوب (بالتركية: Oğuzhan Özyakup) (مواليد 23 سبتمبر 1992 في زاندام، هولندا) هو لاعب كرة قدم تركي يلعب لصالح نادي بشيكتاش في دوري السوبر التركي. يجيد اللعب في خط الوسط.
انتقل إلى بشيكتاش بعد بيعه مقابل 500,000 يورو من نادي آرسنال.

## مسيرته الكروية
لعب أوغوزخان أوزيعقوب خلال مسيرته الاحترافية مع 3 أندية في عشرة مواسم وسجل خلالها 27 هدفًا ضمن 196 مباراة. ولم يفز بأي موسم بالكأس وفاز في موسمين بالدوري.
خاض أوغوزخان أوزيعقوب مسيرته مع نادي أرسنال في موسم 2011–12 لمدة موسم واحد، لم يشارك في أي مباراة ولم يسجل أي هدف. ثم انتقل إلى نادي بشكتاش في موسم 2012–13 ليلعب معه ثمانية مواسم، حيث شارك في 194 مباراة سجل خلالها 26 هدفًا. لينتقل بعدها إلى نادي فاينورد في موسم 2019–20 لمدة موسم واحد، مشاركًا في مباراتين سجل خلالها هدفًا واحدًا.

## روابط خارجية
- أوغوزخان أوزيعقوب على موقع الاتحاد الدولي (مؤرشف)  (الإنجليزية)
- أوغوزخان أوزيعقوب على موقع الاتحاد الدولي (مؤرشف)  (الإنجليزية)
- أوغوزخان أوزيعقوب على موقع الاتحاد الأوربي (الإنجليزية)
- أوغوزخان أوزيعقوب على موقع اتحاد تركيا (لاعب) (الإنجليزية)
- أوغوزخان أوزيعقوب على موقع إي إس بي إن إف سي (الإنجليزية)
- أوغوزخان أوزيعقوب على موقع قاعدة بيانات كرة القدم.إي يو (الإنجليزية)
- أوغوزخان أوزيعقوب على موقع ناشيونال فوتبول تيمز (الإنجليزية)
- أوغوزخان أوزيعقوب على موقع Soccerbase.com (لاعب) (الإنجليزية)
- أوغوزخان أوزيعقوب على موقع Soccerway.com (الإنجليزية)
- أوغوزخان أوزيعقوب على موقع عالم كرة القدم.نت (الإنجليزية)